# Birdman
Браян Крістофер Вільямс (англ. Bryan Christopher Williams; нар. 15 лютого 1969, Новий Орлеан, Луїзіана, США), більш відомий під псевдонімами Birdman і Baby — американський репер, продюсер і підприємець. У 1991 році зі своїм братом Рональдом «Slim» Вільямсом заснував лейбл Cash Money Records. У 1997—2005 роках перебував у групі Big Tymers (разом з Mannie Fresh) і випустив у її складі п'ять студійних альбомів. Після розпаду гурту розпочав сольну кар'єру.
За оцінками журналу Forbes на 2012 рік, його статки оцінюються в 125 мільйонів доларів, і це ставить його на сьоме місце в списку найбагатших реперів

## Раннє життя
Браян Крістофер Брукс народився в Новому Орлеані, штат Луїзіана, отримавши спочатку материнське прізвище. Майже місяць після народження у нього не було імені, і його називали просто «Baby», це прізвисько він зберіг і досі. Будучи маленькою дитиною, Брукс і його сім'я жили на останньому поверсі бару, що належав його батькові. Його мати, Гледіс, захворіла і померла в 1975 році, коли Брайану було п'ять років. Після смерті матері деякий час жив у дядька, де змінив прізвище на Вільямс. У 18 років його заарештували за зберігання наркотиків і засудили до трьох років у виправному центрі Елейн Хант. Браян відсидів 18 місяців, перш ніж його виправдали за всіма звинуваченнями.

## Кар'єра
Свій перший альбом під назвою I Need a Bag of Dope Birdman випустив у 1993 році під псевдонімом B-32. Його незвичайна манера виконання всіх дуже здивувала, і не лише фанів репу, а й навіть критиків. До середини 1990-х років Cash Money став популярним незалежним лейблом на півдні країни, більшість фанатів якого розташовані в Новому Орлеані та прилеглих районах. У 1995 році виконавця Cash Money Lil' Slim познайомили з 12-річним Дуейном Картером на місцевій вечірці, і, почувши його реп, Slim познайомив його з Бейбі, і незабаром після цього Картер підписав контракт з Cash Money. Картер об'єднався в гурт B.G.'z з іншим молодим репером, 14-річним Крістофером Дорсі, і вони були відомі як «Baby D» і «Lil Doogie» відповідно. У цей час Бебі також почав читати реп у складі групи 32 Golds під назвою B-32. Незважаючи на свою регіональну популярність, лейбл зазнав багатьох невдач у середині 1990-х років, причому кілька артистів «першого покоління» Cash Money залишили лейбл, назвавши головною причиною фінансові проблеми. На додаток до цього, артисти лейбла Kilo G, Pimp Daddy і Yella Boy були вбиті в середині 90-х. Єдиними двома виконавцями, які залишилися, були Baby D і Lil Doogie, які перейменували себе в Lil Wayne і B.G. відповідно у 1997 році. Того ж року Бебі та Слім залучили двох нових артистів, Turk та Juvenile, і четвірка стала відома як Hot Boys. Незабаром The Hot Boys підняли Cash Money на нові висоти, і лейбл зміг підписати угоду з Universal Records на 30 мільйонів доларів у 1998 році.
У 1997 році Birdman та Менні Фреш організували дует Big Tymers. Вони дебютували на початку 1998 року з диском How You Luv That, а пізніше випустили I Got That Work у 2000 році та Hood Rich у 2002 році. I Got That Work містив популярні сингли «Get Your Roll On» і «#1 Stunna». Хоча сингли не потрапили до чарту Billboard Hot 100, I Got That Work отримав платиновий сертифікат за продаж понад 1 мільйона копій у Сполучених Штатах. Пісня «Still Fly», яка увійшла до одного з дисків, була номінована на «Греммі».
У 2002 році Birdman випустив свій дебютний альбом Birdman, який досяг комерційного успіху. Альбом дебютував на 24-му місці в чарті Billboard 200 і згодом став золотим. Після нього він деякий час працював лише як запрошений виконавець. Через рік виходить п'ятий альбом гурту Big Tymers — Big Money Heavyweight, але дует згодом розпався через вихід Менні Фреша з Cash Money Records. Офіційно про це оголосили лише у 2005 році.
Третій альбом Fast Money вийшов у 2005 році, причому в записі чотирьох пісень з альбому взяв участь Lil Wayne. На цьому їхня спільна робота не припинилася, і через рік вони випустили спільний альбом Like Father, Like Son. Цей диск отримав золотий статус. У 2005 році на лейблі Cash Money Records з'явився підлейбл Young Money, їхньою загальною назвою стало YMCMB.
У 2007 році Birdman випустив свій четвертий альбом 5* Stunna (5 Star Stunna). Але рік виявився невдалим: в листопаді репера заарештували, тепер за зберігання марихуани.
Birdman є власником автобусної компанії Millionaire Tours.
На початку 2010 року Birdman формує нафтові та газові родовища компанії Bronald Oil. Компанія є спільним підприємством Birdman та його брата Рональда «Slim» Вільямса. Назва була поєднанням імен братів, Брайан і Рональд. Докази фактичної діяльності бізнесу компанії були убогі, обмежені головним чином на вебсайті та поява «pumpjack» татуювання на правій стороні голови Birdman. На сайті вказано, що стратегія компанії спочатку розвиватиме існуючі земельні володіння та шукатиме нові родовища нафти та газу.
У лютому 2010 Birdman в інтерв'ю сказав журналу Ozone, що він був у нафтовому бізнесі вже «4 або 5 років» і «заробляє хороші гроші». Однак у березні 2010 року з'явилися чутки про те, що проект Bronald Oil зайшов у глухий кут. Станом на 22 січня 2012 року сайт Bronald Oil більше не функціонує. Згодом він підписав на лейбл Cash Money таких виконавців, як Drake, Нікі Мінаж, DJ Khaled та ін., що зробило лейбл ще успішнішим.
У 2012 році журнал Forbes оцінив його особистий статок у 125 мільйонів доларів США. У 2013 році увійшов до списку найбільш високооплачуваних зірок хіп-хопу, отримавши 21 мільйон доларів за рік до вересня 2013 року.

## Особисте життя
Birdman має двох дітей. Його син Браян Вільямс-молодший народився 26 лютого 1997 року, а дочка, Бріа Вільямс, народилася 4 березня 1998 року. З 2018 року одружений зі співачкою та авторкою пісень Тоні Брекстон.
У 2011 році Birdman купив собі ексклюзивний Maybach Exelero вартістю 8 млн доларів. Maybach Exelero не єдиний дорогий автомобіль у колекції Birdman. У гаражі він також має ексклюзивний Bugatti Veyron червоного кольору за 2 млн доларів, і лімітований білий Maybach Landaulet за 1.5 млн доларів.

## Дискографія

### Студійні альбоми
- Birdman (2002)
- Fast Money (2005)
- 5 Star Stunna (2007)
- Priceless (2009)

### Спільні альбоми
- Baller Blockin' з Cash Money Millionaires (2000)
- Like Father, Like Son з Lil Wayne (2006)
- Rich Gang з Rich Gang (2013)
- Lost at Sea з Jacquees (2016)
- Lost at Sea 2 з Jacquees (2018)
- Just Another Gangsta з Juvenile (2019)

## Фільмографія
| Рік  |   | Українська назва | Оригінальна назва | Роль        |
| ---- | - | ---------------- | ----------------- | ----------- |
| 2005 | ф | Салон краси      | Beauty Shop       | Самого себе |